# Roberto Durán
Roberto Durán Samaniego (ur. 16 czerwca 1951 w Guararé) – panamski pięściarz, zawodowy mistrz świata kategorii lekkiej, półśredniej, lekkośredniej i średniej, pokonał 15 zawodników w walce o tytuł mistrza świata. Nosił przydomek Manos de Piedra, czyli Kamienne pięści.

## Kariera zawodowa
Rozpoczął karierę boksera zawodowego w 1968. Po wygraniu pierwszych 30 walk, wśród których były zwycięstwa nad przyszłym mistrzem świata wagi piórkowej Ernesto Marcelem (16 maja 1970 w Panamie przez techniczny nokaut w 10 rundzie) i byłym mistrzem świata wagi junior lekkiej Hiroshim Kobayashim (16 października 1971 w Panamie przez nokaut w 7. rundzie), zmierzył się 26 czerwca 1972 w Madison Square Garden w Nowym Jorku o tytuł mistrza świata organizacji WBA w wadze lekkiej z ówczesnym mistrzem Kenem Buchananem ze Szkocji. Buchanan był faworytem, ale Durán powalił go już w 15 sekundzie 1. rundy, a później przeważał w kolejnych. Na koniec 12. rundy, gdy atakował Buchanana opartego o liny, nie usłyszał gongu kończącego rundę i kontynuował zadawanie ciosów. Arbiter natychmiast odciągnął go od rywala, ale wówczas Buchanan upadł reklamując za niski cios. Sędzia ringowy, który był tuż obok pięściarzy, uznał, że cios był prawidłowy i ogłosił wygraną Durána przez techniczny nokaut w 13. rundzie.
W tym samym roku (17 listopada w Madison Square Garden) Durán doznał pierwszej porażki w towarzyskiej walce z Portorykańczykiem Estebanem de Jesúsem po 10 rundach na punkty, będąc liczony w 1. rundzie. W 1973 trzykrotnie obronił tytuł mistrza świata, za każdym razem w Panamie, wygrywając kolejno z Jimmym Robertsonem (20 stycznia przez KO w 5 rundzie), Hectorem Thompsonem (2 czerwca przez TKO w 8. rundzie) i z przyszłym czempionem Gutsem Ishimatsu (8 września przez TKO w 10 rundzie).
16 marca 1974 w Panamie Durán zrewanżował się za porażkę Estebanowi de Jesúsowi, wygrywając z nim w obronie pasa mistrzowskiego przez nokaut w 11. rundzie. Później siedmiokrotnie bronił tytułu, pokonując: Masatakę Takayamę (21 grudnia 1974 w San José przez Ko w 1. rundzie), Raya Lampkina (2 marca 1975 w Panamie przez  KO w 14. rundzie), Leoncio Ortiza (20 grudnia 1975 w San Juan przez KO w 15 rundzie), niepokonanego Lou Bizzarro (23 maja 1976 w Erie przez KO w 14 rundzie), Alvaro Rojasa (15 października 1976 w Hollywood przez KO w 1. rundzie), Vilomara Fernandeza (29 stycznia 1977 w Miami przez KO w 13. rundzie) i Edwina Virueta (19 września 1977 w Filadelfii na punkty).
Po raz trzeci zmierzył się z Estebanem de Jesúsem 21 stycznia 1978 w Caesars Palace w Las Vegas. De Jesús był wówczas mistrzem świata wagi lekkiej organizacji WBC, a stawką pojedynku była unifikacja tytułu. Durán wygrał przez TKO w 12. rundzie.
W lutym 1979 zrzekł się tytułu mistrza świata wagi lekkiej i przeszedł do kategorii półśredniej. 22 czerwca tego roku pokonał w Madison Square Garden byłego mistrza świata WBC Carlosa Palomino, a 20 czerwca 1980 w Montrealu stoczył walkę z niepokonanym dotąd mistrzem świata WBC tej kategorii Sugar Rayem Leonardem. Durán wygrał walkę jednogłośnie na punkty po 15 rundach i został nowym mistrzem świata. W rewanżu 25 listopada tego roku w Nowym Orleanie Leonard od początku prowadził na punkty. W 8. rundzie Durán po otrzymaniu silnego ciosu odszedł do swego narożnika i odmówił kontynuacji pojedynku, mówiąc arbitrowi No más, no más (więcej nie). Tłumaczył się później, że doznał kurczów żołądka.
W 1981 stoczył tylko dwie walki z mniej znanymi przeciwnikami, a 30 stycznia 1982 spotkał się w Caesars Palace w walce o tytuł mistrza świata WBC wagi lekkośredniej z czempionem Wilfredem Benítezem, przegrywając jednogłośnie na punkty. 4 września tego roku w Detroit niespodziewanie pokonał go mniej znany Kirkland Laing. Durán wygrał z byłym mistrzem świata José „Pipino” Cuevasem 29 stycznia 1983 w Los Angeles przez techniczny nokaut w 4. rundzie, a 16 czerwca tego roku w Madison Square Garden pokonał w walce o tytuł ówczesnego mistrza świata WBA wagi junior średniej Daveya Moore’a przez TKO w 8. rundzie. Następnie zmierzył się o tytuł mistrza świata wagi średniej organizacji WBA, WBC i IBF z obrońcą tytułu Marvinem Haglerem, przegrywając po 15 rundach na punkty  10 listopada 1983 w Caesars Palace w Las Vegas.
Durán nie zmierzył się z oficjalnym pretendentem WBA do tytułu mistrza świata kategorii lekkośredniej Mikiem McCallumem, wybierając walkę z mistrzem WBC tej kategorii Thomasem Hearnsem. Został za to pozbawiony tytułu przez WBA. 15 czerwca 1984 w Caesars Palace Hearns pokonał Durána przez TKO w 2. rundzie. Durán pauzował po tej walce do 1986, a potem walczył z mniej znanymi przeciwnikami.
24 lutego 1989 w Atlantic City Durán pokonał na punkty mistrza świata wagi średniej Irana Barklaya, mając go na deskach w 11. rundzie. Zdobył w ten sposób mistrzostwo świata w czwartej kolejnej kategorii wagowej. Walka z Barkleyem została uznana za walkę roku przez magazyn The Ring. Durán nie bronił jednak tytułu w tej kategorii i przeniósł się do wagi super średniej, by zdobyć kolejny pas mistrzowski. W swym trzecim pojedynku z broniącym tytułu WBC Sugar Rayem Leonardem przegrał jednak po 12 rundach na punkty 7 grudnia 1989 w Las Vegas.
Później walczył ze zmiennym szczęściem. W 1994 i 1995 został pokonany przez Vinny'ego Pazienzę w pojedynkach o pas mistrza świata wagi superśredniej mniej znanej organizacji IBC. W 1996 przegrał o wakujący tytuł mistrza świata wagi średniej tej organizacji z Héctorem „Macho” Camacho. 28 sierpnia 1998 zmierzył się w Las Vegas w walce o tytuł z mistrzem świata wagi średniej WBA Williamem Joppym. Miał wówczas 47 lat. Przegrał tę walkę przez TKO w 3. rundzie. Później zdobył w 2000 mało znaczący tytuł mistrza wagi super średniej organizacji NBA, który stracił w rok później po przegranej z Héctorem „Macho” Camacho. Była to jego ostatnia walka.
Został wybrany w 2007 do Międzynarodowej Bokserskiej Galerii Sławy.